# Танки серии БТ
«БТ» (Быстроходный танк) — название серии советских лёгких колёсно-гусеничных танков в механизированных, и позднее в автобронетанковых войсках Союза ССР, в 1930-е — 1940-е годы.
Наряду с боевой машиной Т-26 составляли основу советского танкового парка перед Великой Отечественной войной и в её начальный период. Участвовали в конфликтах с Японией (включая боевые действия на озере Хасан и на реке Халхин-Гол), в Гражданской войне в Испании, в Советско-финской войне, в Польской кампании, в Великой Отечественной войне, в Советско-японской войне. В Красной Армии ВС Союза ССР имели прозвища «бэтэ́шка» или «бе́тушка». Танки БТ-7 с коническими башнями получили в немецкой армии прозвище «Микки-Маус» — за характерную форму круглых люков танка, которые в открытом состоянии напоминали уши мультипликационного мышонка и «быстроходный самовар» за его скорость.

## История создания

### Предшественники
Своим возникновением БТ обязаны американскому конструктору Дж. У. Кристи, который предложил оригинальную концепцию быстроходных танков.
Тема колёсно-гусеничных боевых машин в конце 1920-х — начале 1930-х годов была весьма актуальна, так как танки той эпохи отличались медлительностью. Скорость первых танков не превышала 10 км/ч, такая скорость считалась достаточной для сопровождения пехоты и прорыва оборонительной полосы противника, но переброска танков на другие участки фронта была весьма проблематичной: помимо низкой скорости, танки отличались крайне ненадёжными гусеницами, их ресурс зачастую не превышал 100 км.
С низкой скоростью и ненадёжностью гусениц было связано широкое использование бронеавтомобилей в межвоенный период. Военным была крайне необходима боевая машина, обладающая высокой скоростью. Несмотря на наличие у бронеавтомобилей многочисленных недостатков, только они могли занять нишу быстроходных боевых машин.
Для повышения мобильности танков задействовались тяжёлые грузовики, на них танки перевозились к полю боя, но такой способ требовал дополнительных расходов.
Австро-венгерский офицер лейтенант Гюнтер Бурштыну был одним из первых, кому пришла в голову идея оснастить бронемашину одновременно и колёсным, и гусеничным движителем; он выдвинул данный проект в 1911 году. Подобный танк-гибрид мог по хорошей дороге двигаться на колёсах, словно автомобиль (с соответствующей скоростью), а при движении по бездорожью колёса поднимались и танк шёл на гусеницах. Идея Бурштына осталась нереализованной, но не была забыта.
Так, в 1920-е годы во Франции была выпущена серия лёгких танков «Chenillette St-Chamond Modele 1921» с колёсно-гусеничным движителем. Машина показывала выдающиеся результаты: на гусеницах «Шамоны» могли развить скорость в 8 км/ч, а на колёсах — 30 км/ч. Поучаствовали в создании колёсно-гусеничных танков и чехословацкие конструкторы, создав в 1924 году танк KH-50. В 1926 году в Великобритании было предложено новое решение: на танке «Виккерс» поджимался не колёсный движитель, а гусеничный. В следующем году был создан танк, у которого одновременно поднимался один движитель и опускался другой. В Польше в 1927 году был создан экспериментальный WB-10. В 1931 году в Швеции был выпущен танк L-30, у которого смена движителя происходила всего за 20 секунд, причём операция могла проводиться прямо на ходу.
Конструкторы многих стран пытались найти самое удачное решение «колёсно-гусеничной проблемы», однако созданные машины в основном оставались лишь смелыми экспериментами: развитие техники не стояло на месте, и чисто гусеничные танки постепенно избавлялись от «детских болезней». Скорость хода по шоссе у лёгких танков достигла 40—50 км/ч, ресурс гусениц повысился, а колёсно-гусеничные гибриды отличались сложностью и ненадёжностью.

### Рождение БТ
Революционное решение нашёл американский конструктор Уолтер Кристи: он предложил увеличить диаметр опорных катков до размера автомобильных колёс, установить привод на задние катки, а два передних катка сделать управляемыми. Танк со снятыми гусеницами превращался в нормальную колёсную машину с колёсной формулой 2×8, подобная схема не требовала механизмов подъёма и опускания движителя: экипаж просто снимал гусеницы и закреплял их на надгусеничных полках. Для повышения энерговооружённости на танк был установлен авиационный двигатель — при массе 9 тонн машина образца 1931 года могла разгоняться до 110 км/ч и выше. Подобные показатели привлекли к новинке внимание, но армия США танки Кристи отвергла, посчитав ненадёжными.
В Союзе ССР проекты Кристи были встречены со вниманием, в это время в начале 1930-х годов в СССР шёл лихорадочный поиск удачной концепции танка. Попытки создать танк своими силами не увенчались успехом — советские танкостроители не имели достаточного опыта в создании боевых машин: неудачей окончилось создание танка Т-24, а танк МС-1 был скорее опытным образцом. В результате Советское правительство предприняло попытки закупить технику и технологии за границей.
5 декабря 1929 года на основании доклада Председателя Реввоенсовета К. Е. Ворошилова комиссия под руководством заместителя председателя Совета народных комиссаров Г. К. Орджоникидзе принимает решение командировать за границу представителей военного ведомства и промышленности для приобретения образцов вооружения и получения технической помощи по их производству.
30 декабря 1929 года комиссия во главе с начальником Управления механизации и моторизации РККА И. А. Халепским отправляется в Чехословакию, Германию, Францию, Англию и США.
В 1929 году Комиссия представителей военного ведомства и промышленности Союза ССР, имевшая своей целью связаться с фирмой Шкода по вопросу закупки их типа танков посетила Чехословакию. При переговорах с данной фирмой выяснилось, что фирма контролируется французской фирмой «Крезо-Шнейдер». Фирма Шкода уклонилась от своих предложений, отказавшись показать производство и демонстрировать какие-либо типы.
В Германии танкостроение отсутствовало — стране по условиям капитуляции было запрещено иметь и разрабатывать танки. Во Франции танкостроение развивалось очень медленно: основой танкового парка являлся Рено FT-17, отличившийся в годы Первой Мировой, и машины на его базе. В Англии существовал удачный танк «Виккерс — 6 тонн», который не попал на вооружение английской армии, но охотно продавался за рубеж. Советской стороной была закуплена лицензия на производство, развитием «Виккерса» стал советский танк Т-26.
Тем не менее, наибольший интерес у советских военных вызвал проект Кристи. Его скоростной танк M.1940 подходил для обширных пространств СССР, возможность быстро перебрасывать танковые подразделения на большие расстояния казалась РККА заманчивой.
28 апреля 1930 года подписан договор о закупке танков M.1940 между «U.S. Wheel Track Layer Corporation» и «Amtorg Trading Corporation», представляющей интересы СССР в США. СССР заплатил $60 000 за «два военных танка», $4000 за «запасные части к купленным танкам» и $100 000 лично конструктору Кристи — за продажу прав на производство, передачу патентов и услуг по техническому содействию.
Вернувшись из США, в июне 1930 года И. А. Халепский представляет в Реввоенсовете свой доклад, в котором, в частности, говорится:

Принимая во внимание, что танк «Кристи» по своим скоростям перекрывает все танки в мире, что его собираются строить поляки, мы можем попасть в очень невыгодное положение с точки зрения тактического применения танковых частей. В связи с этим мною настоятельно предлагается форсировать организацию производства танка «Кристи» путём сохранения производства мотора «Либерти» на авиационных заводах и подготовки производства прочих агрегатов на Ярославском автомобильном заводе.
Согласно договору, Кристи был обязан поставить обе машины к сентябрю 1930 года, однако сборка и испытания затянулись до 24 декабря. В СССР танки прибыли без башен и вооружения, а комплект документации оказался неполным, за что с Кристи было удержано $25 000. Это послужило причиной его отказа приехать в СССР. Весной 1931 года многочисленные делегации руководящего состава РККА на полигоне под Воронежем ознакомились с экземплярами «Оригинал-1» и «Оригинал-2». Динамические характеристики танка очень понравились военным: танк отличала очень высокая для того времени скорость и большой запас хода, танк выгодно отличался на фоне тихоходных МС-1 и Т-26.
По результатам демонстрации старшему и высшему начсоставу РККА 14 марта — 16 мая 1931 года Испытательный отдел Управления механизации и моторизации РККА заключил, что танк БТ («Кристи») «представляет исключительный интерес машины с универсальным движителем, требует как боевая машина большей разработки и введения ряда конструктивных усовершенствований и изменений».
17 мая 1931 года в СССР составлен план выполнения решений правительства по организации производства танка БТ («Кристи») на Харьковском паровозостроительном заводе имени Коминтерна.

Окончательное же решение о производстве танка «БТ-Кристи» на ХПЗ было принято в протоколе КО «О танкостроении» от 23 мая 1931 года, где особо оговаривалось: «Разрешить РВС ССР ввести танк Кристи в систему автоброне-танко-тракторного вооружения РККА в качестве быстроходного истребителя (Б-Т).»

И уже 1 июня 1931 года председатель НТК УММ РККА И. А. Лебедев направляет директору ХПЗ Л. С. Владимирову утверждённое начальником УММ РККА И. А. Халепским, задание на проектирование колёсно-гусеничного лёгкого танка БТ («Кристи»). Это решение поставило крест на строительстве средних танков «ТГ» немецкого конструктора Э. Гротте и харьковских средних танков Т-24. Возглавляющий танковую группу на Харьковском паровозостроительном заводе И. Н. Алексенко подал заявление об уходе, считая, что КБ должно продолжать усовершенствовать узлы Т-24 и выпускать свои средние гусеничные танки, а не «навязанные» иностранные — лёгкие, колёсно-гусеничные. Коллектив ХПЗ также не горел желанием заниматься новым направлением. Из воспоминаний конструктора ХПЗ А. А. Морозова:

…первое впечатление от «американского танка»: какая-то повозка. Без пушки, без башни.
— Утконос, — сказала, кажется, Юля Саранча. Все засмеялись.

— Недоносок, — добавил Володя Дорошенко.
Кто-то за моей спиной возразил:
— Может оно и хорошо. Будет нам над чем ломать головы.
Так и вышло. Танк БТ-2 заметно изменился в сравнении с «утконосом».

В 1931 году танк Кристи с новыми башнями БТ-2 («Быстроходный Танк — 2») приняли на вооружение и запустили в серийное производство. Три первых советских БТ-2 были впервые показаны публике на параде в Москве 7 ноября 1931 года. Один из них загорелся и не смог пройти по Красной площади.

## Развитие серии БТ
Серию БТ продолжили — были усилены бронирование и вооружение, была установлена рация (сначала — только на командирских машинах), на БТ последних серий стоял дизельный двигатель.
Колесно-гусеничный движитель активно использовался при разработке новых советских танков. Существовали варианты его использования на Т-26 и среднем танке Т-28, причём была выпущена экспериментальная серия последнего.
Возникла идея создать танк с тремя движителями — плавающий. Одни из первых советских плавающих танков были созданы именно на основе БТ (ПТ-1А). Существовал также проект танка с четырьмя движителями — колёсно-гусеничный, плавающий, способный двигаться по рельсам.
Проводились многочисленные работы по улучшению движения танка на колёсах. Так, разрабатывался привод на все колёса (кроме управляемых) — танк при этом превращался в колёсную машину с колёсной формулой 6×8 (идея реализована при создании А-20). Создавались экспериментальные БТ, способные двигаться при утере одной из гусениц — с одного борта при этом привод был на колёса, а с другого — на ведущее колесо гусеничного хода. При этом, движение гусеницы было синхронизировано с вращением колёс другого борта.
Проблемой всех танков серии БТ была слабая броня. Некоторые источники говорят о том, что советское руководство того времени увлеклось теорией, что быстрота танка компенсирует его слабое бронирование. Тонкая противопульная броня в танкостроении 1930-х считалась нормой. Такой бронёй были защищены все без исключения танки того времени, включая средние и даже тяжёлые, так как до середины тридцатых удачных ПТО не имела ни одна страна мира, и поэтому не существовало необходимости в противоснарядном бронировании. Даже когда появились серьёзные средства противотанковой борьбы, военные не забеспокоились — серьёзных войн с применением танков не было и боевой опыт их применения не накопился. Тем более что усилить броню означало увеличить массу танка, а двигатели того времени не могли позволить такую роскошь.
Исключением были БТ, на которых стояли самые мощные танковые двигатели своего времени. Однако и у БТ было ограничение — колёсный движитель не позволял наращивать массу машины. Даже стандартные БТ не могли двигаться по слабому грунту на колёсах, но нормально шли на колёсах по любой твёрдой дороге, чему свидетельством — многочисленные фотографии с манёвров 1930-х годов.

### Конец эры БТ
Советские конструкторы понимали слабость бронирования БТ — это стало особенно очевидно в ходе войны в Испании. Именно для улучшения защищённости танка они, начиная с БТ-7 поздних серий, начали ставить броню с рациональными углами наклона. Стремление максимально защитить танк при сохранении приемлемого веса нашло отражение в колёсно-гусеничном танке БТ-20 (другое название — А-20). Однако втиснуть надёжное бронирование в заданные весовые ограничения (18 тонн) было невозможно.
Инициатором усиления бронирования и вооружения нового танка вступило руководство АБТУ во главе с участником Испанской войны Д. Г. Павловым. КБ Харьковского завода, работавшего над новой машиной, разработало альтернативный танк с чисто гусеничным движителем — А-32. Руководителем КБ был М. И. Кошкин, так как в январе был арестован предыдущий руководитель КБ (А. О. Фирсов).
В августе 1938 года проекты А-20 и А-32 были представлены на заседании Главного военного совета РККА при Наркомате обороны. Военные одобрили колёсно-гусеничный танк, но И. В. Сталин приказал провести сравнительные испытания обоих вариантов танка.
В мае 1939 года А-20 и А-32 были изготовлены, а в июле прошли государственные испытания. И даже по окончании испытаний военные продолжали колебаться — отказаться от колёсно-гусеничного движителя они не решались. Ситуацию решило следующее испытание, прошедшее в сентябре на испытательном полигоне под Москвой. На испытание М. И. Кошкин представил усиленный вариант гусеничного А-32 — Т-32 (с 76-мм пушкой Л-10 и толстой бронёй). Новый танк произвёл фурор — в нём удачно соединились и скорость, и бронирование, и мощное вооружение. После того, как лично К. Е. Ворошилов заявил, что «именно такая машина нужна Красной Армии», судьба танка была решена. По результатам испытаний Т-32 был доработан (в частности, ещё более усилено бронирование) и запущен в производство под названием Т-34.
На этом в СССР закончилась эпоха быстроходных танков. С появлением Т-34 производство танков БТ было свёрнуто (хотя на танкоремонтных заводах танки БТ продолжали восстанавливать минимум до середины 1942 года).
На 20 декабря 1945 года на Дальнем Востоке все ещё числился 1091 танк БТ-2-5-7.

## Разновидности БТ
- БТ-1: под таким обозначением проходили два образца танка Кристи M1940.
- БТ-2: первый вариант БТ, по сути — пробная серия. Выпускался в 1931—32 гг. Вооружён 37-мм пушкой и пулемётом ДТ. Экипаж — 2 чел.
- БТ-3 отличался от БТ-2 тем, что в нём были использованы метрические резьбы вместо дюймовых. В серийном производстве этот танк находился с 1932 года, однако в документах он по-прежнему именовался БТ-2.[7]
- БТ-4: модификация танка БТ-2, разработанная в Харьковском КБ под руководством инженера А. О. Фирсова.
- БТ-5: усиленное бронирование и вооружение (45-мм пушка и пулемёт ДТ; на некоторых танках был второй ДТ в нише башни, на некоторых — ещё и зенитный ДТ). Экипаж — 3 чел. Выпускались в варианте линейного танка и командирского (с рацией).
- БТ-5ПХ: танк подводного хода — отличался приспособлениями, позволяющими преодолевать водные преграды по дну. Экспериментальный.
- ПТ-1А: опытный плавающий танк, разработанный в 1932 году.
- БТ-5А: танк артиллерийской поддержки с 76-мм пушкой в увеличенной башне. Экспериментальный.
- БТ-7: сварной корпус несколько изменённой формы. Новый двигатель — М-17 (лицензионный BMW VI). Вооружение — как у БТ-5. Выпускался, как и БТ-5 в варианте с рацией и без рации.
- БТ-7А: танк артиллерийской поддержки с 76-мм пушкой в увеличенной башне.
- ОТ-7: огнемётный танк.
- БТ-7М (предсерийные машины именовались БТ-8): дизельный двигатель В-2. Целью установки дизельного двигателя на танке было повышение топливной экономности, запаса хода и снижение пожарной опасности при эксплуатации и боевых повреждениях.

Кроме того, испытывалось большое количество экспериментальных танков на основе БТ (ракетоносные, экранированные, радиоуправляемые и т. д.). Также, на основе БТ создавались экспериментальные и мелкосерийные бронированные машины (инженерные машины, мостоукладчики, машины управления, БРЭМ и т. д.).
В некоторых источниках утверждается, что существовал вариант танка с двумя башнями (как у первых Т-26). Однако это не соответствует действительности. Двухбашенных БТ не было ни в макетах, ни в проектах.

## Другие колёсно-гусеничные танки
Несмотря на сложность колёсно-гусеничной системы, танки БТ были в целом довольно удачными машинами и пользовались популярностью в войсках. Кроме того, колёсно-гусеничные танки ввиду высокой скорости идеально вписывались в декларируемую генералитетом РККА «доктрину глубокой операции». Всё это привело к своеобразному «буму» колёсно-гусеничной техники, проявившемуся, среди прочего, в поисках возможностей перевода уже имеющихся в производстве танков на колёсно-гусеничный ход. В рамках проектных работ этого направления были созданы следующие опытные образцы:
- Т-46 — лёгкий колёсно-гусеничный танк, близкий конструктивно к лёгкому танку Т-26;
- Т-29 — средний колёсно-гусеничный танк, трёхбашенный, созданный с использованием узлов и агрегатов среднего танка Т-28.

## Применение и оценка
БТ прошли славный боевой путь, приняв участие во всех конфликтах и войнах, в которых принимал участие СССР с начала 1930-х годов до 1945 года. БТ повоевали и в Испании, где показали полное превосходство над немецкими и итальянскими танками (точнее — пулемётными танкетками). Они отлично показали себя в столкновениях с японцами, продемонстрировав отличные качества для нанесения глубоких и охватывающих ударов (в соответствии с теорией глубокой операции).
45-мм пушки гарантированно поражали любую бронетехнику того времени. Броня БТ надёжно защищала от пуль и осколков, но при столкновении с войсками, насыщенными ПТО (как, например, в Финляндии), начинались проблемы. Мало того, что БТ не выдерживали попадания бронебойных снарядов, машины оказались ещё и легковоспламеняющимися из-за установленных вдоль бортов БТ бензобаков с целью увеличения запаса хода. При попадании снаряда в борт, возгорание было почти неизбежно.
Тем не менее, танк доказал свои высокие боевые качества, а гибель машины от огня ПТО считалась тогда неизбежным злом.
БТ по достоинству оценили англичане. После посещения Киевских манёвров 1936 года, в которых приняли участие сотни танков БТ, английское военное ведомство приобрело у Кристи один танк его конструкции. На его основе создан танк A13, который (в разных вариантах) стал основой английских танковых сил. Развитием A13 стали знаменитые английские танки «Кромвель» и «Крусейдер».
БТ активно применялись и в начале Великой Отечественной войны. По своим боевым качествам они наголову превосходили немецкие лёгкие танки Pz-I и Pz-II. При сравнении с Pz-III, Pz-IV, 38(t) и 35(t) видно, что БТ превосходят их по мощностным характеристикам. А. Б. Широкорад в книге «Танковая война на восточном фронте» отмечает, правда, что Pz-III на полигоне 1939 года оказалась неприятным сюрпризом для советских инженеров и военных. Германский танк при меньшей удельной мощности развивал равноценную с БТ скорость; а его цементированная броня оказалась крепким орешком для «мягких» советских снарядов. Танки БТ по огневой мощности были сравнимы с Pz-III (37- или 50-мм орудие), в то время как Pz-IV вообще не предназначался для борьбы с бронетехникой (до 1942 года эти танки вооружались короткоствольным 75-мм орудием). Но на дистанции действительного огня и БТ, и немецкие танки могли поражать друг друга — броня на всех была тонкая. И здесь против БТ работала его «слепота», вообще характерная для советских танков того времени. Отсутствие командирской башенки не позволяло командиру наблюдать за полем боя. То, что командир совмещал функции наводчика, также не повышало боеспособность танка. Вопреки навязанному литературой мнению танки БТ были достаточно сильно вооружены. Танковая пушка калибра 45 мм появилась в результате глубокой переделки купленного в 1930 году у фирмы Рейнметалл 37 мм противотанкового орудия, состоявшего на момент 22 июня 1941 года на вооружении Вермахта. Результатом переделки стал тяжёлый осколочно-фугасный снаряд, которым не мог похвастать прототип, и незначительное увеличение бронепробиваемости. Плохая оптика не позволяла в полной мере использовать возможности артсистемы, но. даже «Пантера» T-V имела проекции, поражаемые «сорокопяткой». (А. Б. Широкорад «Энциклопедия отечественной артиллерии»)
Иван Васильевич Болдин вспоминает в своих мемуарах, как три танка БТ, с боеприпасами, но без горючего, подкараулили колонну немецких танков, и нанесли ей значительные потери. Таким образом, танки БТ, при грамотном использовании, тогда ещё являлись вполне эффективным оружием.
Судя по всему, причины массовой гибели БТ в начале войны стоит искать не в конструктивных недостатках машины, а в общем ходе боевых действий. Неисправные БТ бросались при отступлении, подбитые машины невозможно было восстановить, танковые подразделения не получали боеприпасов и ГСМ. В таких обстоятельствах массово гибли не только БТ, но и Т-34 и КВ. В ходе тяжёлых боёв 1941 — начала 1942 БТ были почти полностью истреблены. К середине 1942 года о них уже нет никаких упоминаний.
Брошенные и подбитые БТ охотно восстанавливались противником. Финны, кроме того, выпустили небольшую серию 114-мм САУ на шасси БТ-7 (BT-42).
Последний раз БТ пошли в бой в ходе Советско-японской войны в 1945 году. На Дальнем Востоке к тому времени сохранилось некоторое количество этих танков и они показали себя эффективными при разгроме Квантунской группировки.

## Сравнительные характеристики колёсно-гусеничных танков
| ТТХ колёсно-гусеничных танков                     |                     |                       |               |                             |                              |                |                 |                 |
| Характеристика                                    | М.1928 «Кристи»     | М.1931 (T.3) «Кристи» | БТ-2          | БТ-5                        | БТ-7 (вып. 1937)             | БТ-7А          | ПТ-1            | Т-29            |
| Экипаж                                            |                     |                       |               |                             |                              |                |                 |                 |
| Экипаж, чел.                                      | 3                   | 3                     | 3             | 3                           | 3                            | 4              | 5               | 5               |
| Размеры                                           |                     |                       |               |                             |                              |                |                 |                 |
| Боевая масса, т                                   | 7,8                 | 10,5                  | 11,3          | 11,5                        | 13,8                         | 14,65          | 14,2            | 28,8            |
| Длина корпуса, мм                                 | 5180                | 5500                  | 5500          | 5500                        | 5660                         | 5660           | 7100            | 7370            |
| Ширина корпуса, мм                                | 2130                | 2230                  | 2230          | 2230                        | 2290                         | 2290           | 2990            | 3220            |
| Высота, мм                                        | 1830                | 2280                  | 2200          | 2250                        | 2420                         | 2450           | 2690            | 2820            |
| Клиренс, мм                                       | 450                 | 360                   | 350           | 350                         | 400                          | 390            | 425             | 500             |
| Вооружение                                        |                     |                       |               |                             |                              |                |                 |                 |
| Калибр пушки, мм                                  |                     | 37                    | 37            | 45                          | 45                           | 76,2           |                 |                 |
| Длина ствола, калибров                            |                     | 45                    | 45            | 46                          | 46                           | 16,5           |                 |                 |
| Боекомплект, выстрелов                            |                     | 126                   | 92            | 72 (115 — без радиостанции) | 132 (172 — без радиостанции) | 188            | 88              | 67              |
| Пулемёты, количество                              | 2                   | 1                     | 1             | 1                           | 1 + 1 зенитный               | 1 + 1 зенитный | 4               | 5               |
| Пулемёты, калибр мм                               | 7,62                | 7,62                  | 7,62          | 7,62                        | 7,62                         | 7,62           | 7,62            | 7,62            |
| Боекомплект                                       |                     | 3000                  | 2709          | 2709                        | 2394                         | 2394           | 3402            | 6930            |
| Бронирование, мм                                  |                     |                       |               |                             |                              |                |                 |                 |
| Лоб корпуса                                       | 12,7                | 13                    | 13            | 13                          | 22                           | 20             | 10              | 30              |
| Борт корпуса                                      |                     | 16                    | 13            | 13                          | 10                           | 13             | 10              | 20              |
| Корма                                             |                     | 16                    | 10            | 10                          | 20                           | 13             | 10              | 30              |
| Башня                                             |                     | 16                    | 13            | 13                          | 13                           | 15             | 10              | 30              |
| Дно                                               |                     |                       | 10            | 10                          | 10                           | 10             | 6               | 6               |
| Крыша                                             |                     |                       | 6             | 6                           | 6                            | 6              | 5               | 8               |
| Подвижность и проходимость                        |                     |                       |               |                             |                              |                |                 |                 |
| Двигатель                                         | «Либерти» 338 л. с. | «Либерти» 338 л. с.   | М-5 400 л. с. | М-5 400 л. с.               | М-17Т 450 л. с.              | В-2 500 л. с.  | М-17Ф 500 л. с. | М-17Ф 500 л. с. |
| Ёмкость топливных баков, л                        | 132                 | 337                   | 360           | 360                         | 650                          | 580            | 400             | 660             |
| Максимальная скорость по шоссе на колёсах, км/ч   | 112                 | 75                    | 72            | 72                          | 72                           | 86             | 90              | 57              |
| Максимальная скорость по шоссе на гусеницах, км/ч | 68                  | 44                    | 52            | 52                          | 52                           | 62             | 62              | 55              |
| Запас хода по шоссе на колёсах, км                | 185                 | 240                   | 300           | 200                         | 500                          | 900            | 230             | 328             |
| Запас хода по шоссе на гусеницах, км              | 120                 | 240                   | 200           | 120                         | 230                          | 400            | 183             | 230             |